# St. Laurentius (Altmühldorf)

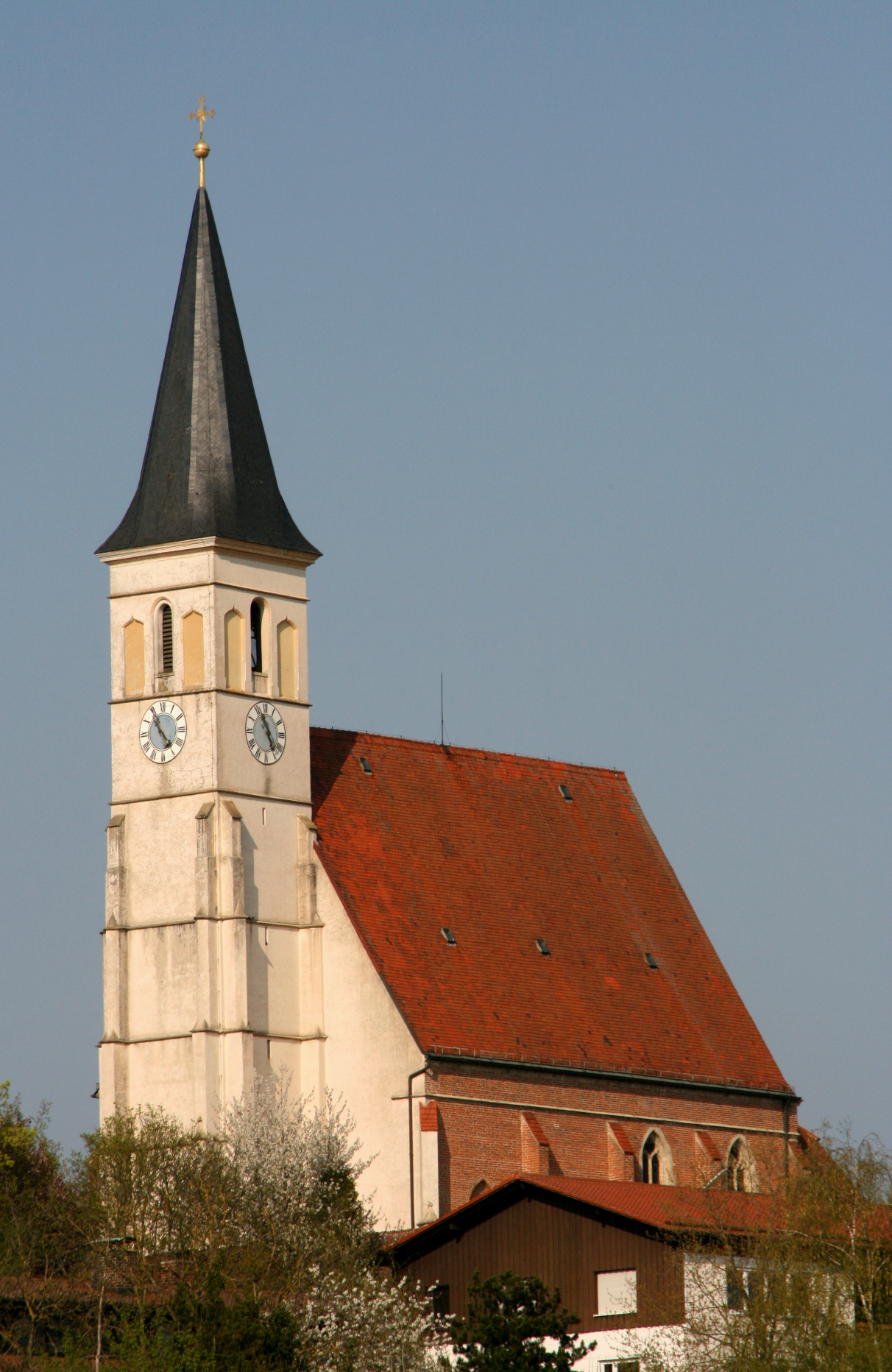
St. Laurentius in Altmühldorf

Die katholische Pfarrkirche St. Laurentius ist eine spätgotische Hallenkirche aus Backstein im Ortsteil Altmühldorf von Mühldorf am Inn im gleichnamigen Landkreis in Oberbayern. Sie gehört zur Kirchengemeinde Mühldorf im Erzbistum München und Freising.

## Geschichte und Architektur
Die Kirche liegt auf der Hochuferkante westlich von Mühldorf im Zug des alten Straßendorfs beherrschend über dem Inntal. Das Langhaus ist eine 1509–1518 erbaute, hohe dreischiffige Hallenkirche. Das Mittelschiff ist mit Netzgewölbe, die übrigen Raumteile sind mit Kreuzgewölben über runden Pfeilern in früher fünf, heute vier Jochen abgeschlossen. Das Äußere ist von dem unverputzten Backsteinmauerwerk geprägt. Am Langhaus sind südlich ein Vorzeichen mit Sterngewölbe und bauzeitlichem Portal sowie die sogenannte Totenkapelle aus dem 17. Jahrhundert angeordnet. Der Westturm mit Spitzhelm ist am ersten Obergeschoss auf 1518 datiert. Nach Einsturz des spätgotischen Vorgängers wurde der Chor 1758 in schlichten barocken Formen über rechteckigem Grundriss mit böhmischen Gewölben und der Sakristei an der Südseite neu errichtet. Im Jahr 1763 wurde eine doppelgeschossige Westempore eingebaut.
Infolge Feuchtigkeitsschäden durch eine ungeeignete Heizung wurde 2016 eine Putz- und Dachstuhlsanierung erforderlich. Die Empore konnte wegen statischer Probleme seit längerer Zeit nicht genutzt werden. Von November 2016 bis Mai 2019 musste die Kirche daher für eine Renovierung geschlossen werden. Die Altarweihe fand am 5. Mai 2019 statt.

## Ausstattung
Zwei Glasgemäldepaare aus der Zeit um 1510 zeigen die Heiligen Florian und Sebastian sowie Georg und Christophorus. Im Chor sind Decken- und Wandgemälde aus dem Jahr 1759 erhalten, die das Martyrium des heiligen Laurentius und ganzfigurige Heilige darstellen und Johann Paul Kurz zugeschrieben werden. Eine außergewöhnliche und für die altbairische Malerei richtungsweisende Kreuzigungstafel hinter dem Zelebrationsaltar wird als eine italienisch und böhmisch beeinflusste Salzburger Arbeit um 1410 angesehen. Sie ist in Öl- und Temperafarben auf Holz ausgeführt und zeigt den Gekreuzigten flankiert von einer Gruppe von klagenden Frauen, Johannes und Longinus auf der einen sowie Hohenpriestern und Soldaten auf der anderen Seite.
Ein spätgotischer Flügelaltar im rechten Seitenschiff mit neun bemalten Tafeln ist ein bedeutendes Werk des Meisters von Mühldorf (vermutlich Wilhelm Pätzsold) aus dem Jahr 1511 und zeigt im Schrein Figuren der Heiligen Petrus und Paulus aus der Zeit um 1520. Er stammt aus Westerndorf bei Rosenheim. In den neugotischen nördlichen Seitenaltar von 1857 wurden Figuren einer heiligen Katharina aus dem späten 15. Jahrhundert und der Heiligen Antonius Eremita und Eligius aus der Zeit um 1520 integriert. An der Orgelempore sind die Heiligen Otto, Hieronymus und Johannes der Evangelist aus der Zeit um 1500 angebracht. Eine Rosenkranzmadonna stammt aus der Mitte des 17. Jahrhunderts. In der Totenkapelle ist der originelle Totenaltar aus der Zeit um 1700 aufgestellt.
Die Orgel ist ein Neubau der Firma Frenger & Eder aus dem Jahr 2005 mit 20 Registern auf zwei Manualen und Pedal unter Verwendung eines Altbestands aus dem Jahr 1938 von Georg Glatzl.
Im Zuge der Gesamtrenovierung wurde auch der Altarraum neu gestaltet. Bei der Konzeption arbeitete das Münchner Künstlerduo "Empfangshalle" mit dem Architekten Oliver Tessin zusammen. Der neue Altar aus Laaser Marmor erinnert mit seiner halbrunden Gestaltung an die Kuppa, die obere Schale eines Kelchs. Ambo und Tabernakel-Stele sind aus demselben Stein gestaltet. Zentrale Bedeutung für die künstlerische Neukonzeption hat ein acht Meter hoher goldener Altaraufsatz (Retabel). Gestaltet ist er als filigranes, dreidimensionales Gitterwerk, das das von oben abgehängte barocke Kruzifix hinterfängt.